# Лентовка
Ле́нтовка (рос. Лентовка, башк. Лентовка) — присілок у складі Чишминського району Башкортостану, Росія. Входить до складу Єнгалишевської сільської ради.
Населення — 21 особа (2010; 27 у 2002).
Національний склад:
- мордовці — 41 %
- росіяни — 41 %